# Badischer Sportbund Freiburg

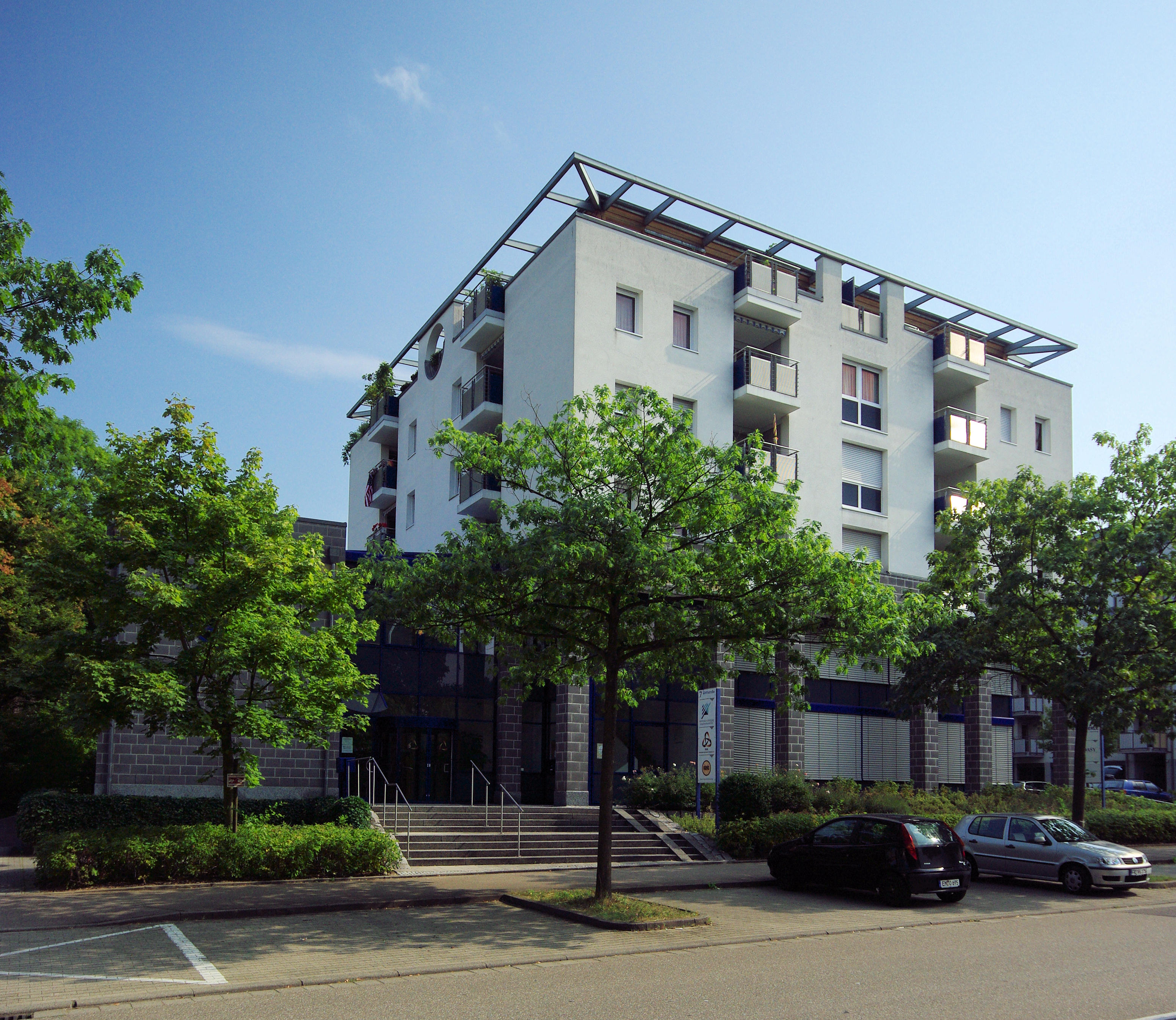
BSB in Freiburg

Der Badische Sportbund Freiburg e.V. mit Sitz in Freiburg ist die Dachorganisation des Sports in Südbaden. Er wurde am 19. November 1949 gegründet und gehört zu den Gründungsmitgliedern des Deutschen Sportbundes. Heute ist er nur noch mittelbar über den Landessportverband Baden-Württemberg Mitglied im Deutschen Olympischen Sportbund. Ihm gehören 51 Sportfachverbände mit mehr als 3200 Sportvereinen und insgesamt über 920.000 Mitgliedern an.
Der BSB koordiniert die Übungsleiter- und Trainerausbildung seiner Mitgliedsverbände in der Sportschule Steinbach. Er bildet Führungskräfte für Vereine und Fachverbände aus und bearbeitet Zuschussanträge für Sportgeräte, Sportstätten und Übungsleiter. Er gibt die monatliche Verbandszeitschrift BSB-Info heraus.
Seit 1949 standen folgende Präsidenten an der Spitze des Sportbundes:
- 1949–1952: Fredy Stober
- 1952–1964: Josef Glaser
- 1964–1989: Hermann Person
- 1989–1991: Robert Ruder
- 1991–1995: Helmut Vollmar
- seit 1995: Gundolf Fleischer